# Falco deiroleucus
Il falco pettoarancio (Falco deiroleucus Temminck, 1825) è un uccello falconiforme della famiglia dei Falconidi. Somiglia molto ad una versione più grande del falco dei pipistrelli, specie con la quale è molto probabilmente imparentato. Entrambe le specie, a loro volta, sono strette parenti del falco aplomado e costituiscono una linea evolutiva americana piuttosto antica di specie del genere Falco.

## Biologia
Diffuso dal Messico meridionale all'Argentina settentrionale, è un rapace di medie dimensioni, la cui lunghezza si aggira sui 35 cm. Questo predatore di uccelli è munito di robusti artigli con i quali cattura le prede in volo; alcuni studiosi - ad esempio l'ornitologo tedesco-brasiliano Helmut Sick - ritengono che questa specie occupi nelle regioni tropicali dell'America la stessa nicchia ecologica occupata altrove dal falco pellegrino. Rispetto a questa specie, però, il falco pettoarancio sembra prediligere habitat più densamente ricoperti di alberi; inoltre, nelle regioni sudamericane in cui svernano falchi pellegrini, le due specie non sembrano entrare in competizione.